# Le Baiser dans un tunnel (film, 1899, Bamforth)
Pour les articles homonymes, voir Le Baiser dans un tunnel.
Pour plus de détails, voir Fiche technique et Distribution.
Le Baiser dans un tunnel (The Kiss in the Tunnel) est un film anglais réalisé par James Bamforth, sorti en 1899. 

## Synopsis
Extérieur d'un tunnel, vu du remblai. Un train à vapeur entre dans le tunnel. Dans un compartiment populaire, un jeune homme allume une cigarette qu'il dépose ensuite au bord de la fenêtre et va s'asseoir sans façon sur la banquette en face, près de sa voisine qui laisse faire. Spontanément, les deux jeunes gens s'enlacent et se bécotent, puis concluent par un baiser sur la bouche. Ils se câlinent alors mutuellement, comme des enfants. Arrivant de loin dans la profondeur de champ, le train s'approche d'une gare qu'il traverse.

## Fiche technique
- Titre : Le Baiser dans le tunnel
- Titre original : The Kiss in the Tunnel
- Réalisation : James Bamforth
- Société de production : Bamforth an Company Ltd
- Pays de production :  Royaume-Uni
- Format : 35 mm à 2 rangées de perforations rectangulaires Edison par photogramme - noir et blanc - muet
- Sortie :
  - Royaume-Uni : 1899
  - Europe : 1900

## Analyse
Le plan de début, un train qui entre dans un tunnel, est une image à forte connotation sexuelle qui précède la séduction expéditive décrite dans le plan suivant. Beaucoup plus tard, Alfred Hitchcock (anglais de naissance) a introduit un même plan à la fin de La Mort aux trousses, mais les deux personnages, joués par Cary Grant et Eva Marie Saint, viennent d'indiquer aux spectateurs qu'ils se sont mariés (« Grimpez, Madame Thornhill ! »), alors que le jeune couple de James Bamforth s'adonne au baiser avec gourmandise et sans remords, et bien sûr en dehors du mariage.

## Réception critique
James Bamforth, cinéaste mineur de l'École de Brighton, a copié le sujet homonyme de son ami George Albert Smith, mais l'a traité avec beaucoup moins de talent[non neutre]. En revanche, son érotisme est plus direct et ne s'embarrasse pas de la comédie qui fait tout le charme du film de George Albert Smith.